# Andrés Simón
Andrés Simón Goméz (* 15. September 1961 in Guantánamo) ist ein ehemaliger kubanischer Sprinter.
Bei den Leichtathletik-Hallenweltmeisterschaften 1989 in Budapest gewann er den Titel im 60-Meter-Lauf. In persönlicher Bestleistung von 6,52 s verwies er John Myles-Mills (6,59 s) und Pierfrancesco Pavoni (6,61 s) auf die Plätze. Bei weiteren Teilnahmen an Hallenweltmeisterschaften wurde Simón Goméz 1991 Fünfter und 1993 Siebter.
Sein bedeutendster Erfolg war der Gewinn der Bronzemedaille in der 4-mal-100-Meter-Staffel bei den Olympischen Spielen 1992 in Barcelona. Er führte die kubanische Staffel als Startläufer zusammen mit Joel Lamela, 
Joel Isasi und Jorge Aguilera in 38,00 s auf Rang drei hinter den Mannschaften der Vereinigten Staaten (37,40 s) und Jamaikas (37,98 s). Die US-amerikanische Staffel stellte in diesem Rennen einen Weltrekord auf. Simón Goméz trat bei den Olympischen Spielen 1996 in Atlanta noch einmal mit der Staffel an und belegte dort den sechsten Rang.
Andrés Simón Goméz ist 1,60 m groß und hatte ein Wettkampfgewicht von 67 kg.

## Bestleistungen
- 100 m: 10,06 s, 1. August 1987, Havanna
- 60 m (Halle): 6,52 s, 5. März 1989, Budapest